# Combat de Toucheneau (1832)
El combat de Toucheneau o lluita Touchenault va tenir lloc el 30 de maig de 1832 durant la insurrecció legitimista de 1832, prop de la granja Gaudinière a Vergéal.

## Preludi
El 1832, com a part de l'aixecament legitimista, es va formar un petit exèrcit de chouans de l'Exèrcit Catòlic i Reial al país de Vitré a Ille-et-Vilaine. Està comandada per Malnoë, Alexandre Courson de Villevalio i Jean-François Le Nepvou de Carfort. S'hi van unir alguns veterans de la primera chouannerie com Louis Hubert i Pierre Carré dit Piquet.
Els chouans de Vitré van ser denunciats a les autoritats a finals de maig tot i que la data de l'aixecament previst per la duquessa de Berry s'havia fixat per a principis de juny.
El 26 de maig, els Chouan van saquejar la casa de l'alcalde de Val-d'Izé i 450 d'ells es van reunir a Parcé el 27. Dos dies més tard, es va produir una primera escaramuza a Bretonnières, a prop de Saint-M'Hervé, amb un destacament de soldats. El xoc va deixar uns quants ferits.

## Procés
El 30 de maig de 1832, 800 chouans es van refugiar als erms de Touchenault (Toucheneau), prop de la granja Gaudinière a Vergéal, a la vora de Domalain. Allà foren atacats per tropes orleanistes, formades per 65 Guàrdies Nacionals de Vitré, 35 soldats del 56è regiment d'infanteria de línia i el 16è d'infanteria lleugera i 3 gendarmes dirigits pel general de Castres.

Segons un testimoni d'un tinent de la guàrdia nacional de Rennes,
| « | "els chouans van ser sorpresos prop de Vergeal (...). Guiats pel valent Morin, tothom va fer el seu deure, i la banda, que estava formada per prop de 600 homes, es va trencar en vint minuts. Un alleujament força oportú va ser l'arribada sobtada d'un destacament d'acròbates. D'una banda teníem un mort i sis ferits; però els chouans van deixar vint-i-cinc homes a terra. (...) Molts joves nobles estaven implicats en aquest afer, però cap va quedar entre els morts. (...) No acabaria si detallés tot el que he après sobre la lluita de Vergeal (li podem posar aquest nom). Només ens queda una por, i és que els chouans dispersos no es puguin trobar. Diuen que els d'Argentré estan pujant. (...)" | » |

Els pagesos, poc aguerrits, són derrotats. Els veterans Hubert i Piquet van morir en combat mentre custodiaven un presoner anomenat Dubourg, reclutat per la força pels chouans i després condemnat a mort per un improvisat consell de guerra per intent de deserció i espionatge.

## Pèrdues i conseqüències
Els chouans van deplorar 40 morts i 40 ferits, els orleanistes 5 morts i 3 ferits. Alguns camperols van ser capturats, però molts van afirmar haver estat reclutats per la força i tots van ser alliberats excepte els líders.
El 18 de febrer de 1833, sis líders insurgents van ser jutjats a Rennes. Dos d'ells, Chadeysson, antic guardaespatlles de Carles X, i Tharin, conegut com el capità Cancan, van ser condemnats a la deportació, els altres van ser alliberats.